# Au bout des doigts
Pour plus de détails, voir Fiche technique et Distribution.
Au bout des doigts est une comédie dramatique franco-belge réalisée par Ludovic Bernard, sortie en 2018.

## Synopsis
Mathieu est un jeune homme de la banlieue parisienne qui traîne avec sa bande de copains et se livre à quelques cambriolages. Enfant, il avait rencontré monsieur Jacques, un voisin professeur de piano, qui avait réussi à le transformer en véritable virtuose. Après le décès de monsieur Jacques, Mathieu hérite de son piano, mais sa mère, faute de moyens financiers, est incapable de lui offrir des cours de piano. 
Mathieu sombre dans une mélancolie teintée de rage de ne pouvoir mener à bien un projet musical à la hauteur de son talent. Au hasard d'un déplacement, alors que Mathieu joue dans la gare du Nord sur un piano mis à disposition du public, il se fait remarquer par Pierre Geithner, personnage important du conservatoire de Paris. Pierre assiste à une course poursuite entre Mathieu et la police et comprend qu'il a commis des actes répréhensibles. Il le retrouve un jour à nouveau assis au piano de la gare et essaie de le convaincre de venir au conservatoire, proposition aussitôt rejetée par Mathieu, mais il se fait un jour arrêter par la police en flagrant délit de cambriolage. 
En prévision de son passage au tribunal, il fait tout de même appel à Pierre qui lui trouve une issue honorable : lui éviter la prison en le forçant à venir chaque jour au conservatoire pendant six mois pour y faire des travaux d'intérêt général. Mais alors que Mathieu pense exécuter un simple travail manuel, Pierre le force à dévoiler ses talents au piano et à se présenter à un concours international de très haut niveau. Mathieu fait également connaissance avec Anna, une élève violoncelliste du conservatoire qui va lui redonner un peu de goût à la vie.

## Fiche technique
- Réalisation : Ludovic Bernard
- Scénario : Ludovic Bernard, Johanne Bernard, sur une idée de Catherine Bernard
- Photographie : Thomas Hardmeier
- Montage : Romain Rioult
- Musique : Harry Allouche
- Direction artistique : Philippe Chiffre
- Décors : Philippe Chiffre
- Costumes : Marylin Fitoussi
- Producteurs : Eric Juhérian, Mathias Rubin
- Sociétés de production : Récifilms, TF1 Studio, France 2 Cinéma, Nexus Factory, Umédia
- SOFICA : Cofimage 29
- Société de distribution : Mars films
- Pays d'origine :  France |  Belgique
- Langue : français, anglais
- Genre : comédie dramatique
- Durée : 105 minutes (1 h 45)
- Dates de sortie :
  - France : 24 août 2018 (Festival du film francophone d'Angoulême) ; 26 décembre 2018 (sortie nationale)
  - Belgique, Suisse romande : 26 décembre 2018

## Distribution
- Jules Benchetrit : Mathieu Malinski, le pianiste
- Lambert Wilson : Pierre Geithner, le responsable du conservatoire
- Kristin Scott Thomas : la Comtesse, professeur de piano
- Louis Vazquez : Mathieu Malinski jeune
- Karidja Touré : Anna, la jeune violoncelliste du conservatoire
- Xavier Guelfi : Kevin, un jeune de la banlieue
- Samen Télesphore Teunou : Driss, un jeune de banlieue (crédité Télésphore Teunou)
- André Marcon : André Ressigeac, le directeur du conservatoire
- Vanessa David : Krista Malinski, la mère de Mathieu
- Michel Jonasz : M. Jacques
- Elsa Lepoivre : Mathilde Geithner, la femme de Pierre
- Milo Mazé : David Malinski, frère de Mathieu
- Louise Labèque : Marion Malinski
- Gaspard Meier-Chaurand : Sébastien Michelet, le pianiste remplaçant du concours
- Alexandre Brik : Alexandre Delaunay, le compositeur en vogue
- Véronique Royer : professeure du Conservatoire
- Rodolphe Borgniet : professeur de piano du Conservatoire
- Bertrand Lacy : le médecin
- Gabrielle Atger : la chirurgienne

## Bande originale
1. Prélude, de Harry Allouche, 1:27
2. Prélude & fugue no 2 en Do mineur, BWV 847, de Jean-Sébastien Bach par Jennifer Fichet, 1:23
3. Monsieur Jacques, de Harry Allouche, 1:04
4. Mathieu, de Harry Allouche, 1:15
5. Ce pour quoi tu es fait, de Harry Allouche, 1:01
6. Le mi bémol ne sonne plus, de Harry Allouche, 1:46
7. Ce qui nous relie, Harry Allouche, 2:37
8. Pierre, merci, de Harry Allouche, 1:23
9. Faites-le pour vous, de Harry Allouche, 1:55
10. Note bleue, de Harry Allouche, 1:13
11. Mathieu court, de Harry Allouche, 2:32
12. Confusion, de Harry Allouche, 0:49
13. Concerto pour piano no 2 en Do mineur, op. 18 : I. Moderato (extraits), de Sergei Rachmaninov par Jennifer Fichet, 3:40
14. New York, de Harry Allouche, 1:46
15. Monsieur Jacques - Variation, de Harry Allouche, 1:05

## À noter
- Jules Benchetrit n'étant pas pianiste, il a dû travailler tous les morceaux du film au piano trois heures par jour avec Jennifer Fichet, professeure de piano virtuose, pour qu'il adopte la bonne gestuelle. Après visionnage du film terminé, le réalisateur affirme que « Jennifer Fichet était en larmes du début à la fin : on y croit totalement »[1].

## Critiques
Pour Christine Pinchart de RTBF, « avoir mis le Concerto pour piano nº 2 de Rachmaninov  au cœur de ce film, est séduisant et lui confère un charme unique ».

## Distinctions
- Jules Benchetrit a été proposé comme révélation dans le cadre du César du meilleur espoir masculin[3].
- Prix du Public au Festival du film et de la musique de la Baule.
- Grand Prix du Jeune Jury au Festival des Notes et des Toiles.
- Prix du Public » au Festival des Notes et des Toiles.